# NK Slavonac Prkovci
Nogometni klub Slavonac Prkovci hrvatski je nogometni klub iz Prkovaca, općina Ivankovo. Osnovan 1958. godine. Trenutno se natjece u 1. ŽNL Vukovarsko-srijemskoj.

## Povijest
Nogometni klub Slavonac Prkovci osnovan je 1931. ili 1958.